# Ішкільдіно
Ішкі́льдіно (рос. Ишкильдино, башк. Ишкилде) — присілок у складі Абзеліловського району Башкортостану, Росія. Входить до складу Бурангуловської сільської ради.
Населення — 234 особи (2010; 195 в 2002).
Національний склад:
- башкири — 100%